# Le Dragon
 (janvier 2022).
Si vous disposez d'ouvrages ou d'articles de référence ou si vous connaissez des sites web de qualité traitant du thème abordé ici, merci de compléter l'article en donnant les références utiles à sa vérifiabilité et en les liant à la section « Notes et références ».
Le Dragon est une pièce de théâtre du dramaturge russe Evgueni Schwartz, écrite à Moscou en 1944.
Il s'agit d'une féerie satirique, d'un conte dans lequel les hommes parlent de leurs expériences et de leurs rêves.

## L'histoire
Lancelot, chevalier errant des temps modernes et « justicier » de profession, découvre une ville qui vit depuis 400 ans sous la dépendance d'un horrible dragon à trois têtes. Lancelot va combattre le dragon pour cette ville, pour lui rendre sa liberté. Mais il découvrira que le dragon n'était pas la principale source de la servitude.

## Création en France
Cette pièce a été présentée pour la première fois en France le 14 juin 1966, à l'Odéon-Théâtre de l'Europe, au cours du Théâtre des Nations, dans une mise en scène de Benno Besson. Elle a ensuite été reprise à la Comédie de Saint-Étienne le 14 mars 1968 dans une mise en scène d'Antoine Vitez. Elle a été, également dans cette version, présentée comme spectacle inaugural de la Maison de la culture de Grenoble et au Festival des Provinces à la Maison de la culture de Bourges.

### Distribution (version de 1968?)
- Armand Babel : le vendeur ambulant
- Micheline Brault : Elsa
- Michel Chasseing
- André Chaumeau : Charlemagne
- Gérard Darman
- Monique Darpy
- Jean Dasté : le bourgmestre
- Luc Delhumeau
- Pierre Dios
- Prosper Diss : l'âne
- Michel Dubois : Henri
- Marc Fraiseau
- Murray Gronwall : le chef de la police
- Gérard Herold : Lancelot
- André Marcon
- Alain Meilland : le soldat
- Jacqueline Nigay
- Gérard Pichon : le jardinier
- Jean-Marie Richier
- Georges Tournaire : le chat
- Dominique Toussaint
- Igor Tyczka : la sentinelle, le scribe
- Pierre Vial : le dragon
- Marie-Thérèse Virieu
- Wanda Woznica

## Mises en scène
- 1966 : mise en scène de Benno Besson au Théâtre de l'Odéon, festival Théâtre des Nations[2].
- 1986 : mise en scène de Benno Besson au Théâtre de la Ville.
- 2004 : mise en scène de Christophe Rauck au Théâtre du Peuple du Bussang puis au Théâtre de la Cité internationale[3].
- 2012 : mise en scène de Stéphane Douret, spectacle créé en Collaboration avec le Théâtre 13 (Paris).
- 2013 : mise en scène de Nikos Chatzipapas, spectacle opéra rock urbain crée en collaboration entre Helix Theatre, la Compagnie Malabar, Teatr Biuro Podrozy et Sodia Puppet Theatre, dont la première aura lieu à Athènes les 19, 20 et 21 septembre 2013[4].
- 2015 : mise en scène de Anne Dumas pour la troupe des collèges St-Michel et Ste-Croix, à Fribourg (Suisse).
- 2016 : mise en scène de Antoine Laprise pour les étudiants du cégep de Saint-Hyacinthe, Québec (Canada).
- 2019 : mise en scène de Aude Pons pour l'atelier Pose ton cerveau à l'entrée, à Paris, au Théâtre du Gouvernail[5].
- 2021 : mise en scène de Julien Guill pour le Théâtre sous les étoiles, à Orgnac l'aven[6].
- 2022 : mise en scène de Thomas Jolly pour Le Quai, Angers[7].
- 2022 : mise en scène d'Ariane Heuzé pour le Festival des Nuits de Joux, Pontarlier.
- 2024 : mise en scène de Benjamin Belaire pour les balades contées du château féodal de Moha (Belgique).
- 2025 : mise en scène d'Axel De Booseré et Maggy Jacot, adaptation de Benno Besson, pour le Théâtre Royal du Parc à Bruxelles[8].

## Adaptations
La pièce est adaptée par Heiner Müller et Ginka Tscholakowa comme livret d'opéra pour Paul Dessau, sous le titre de Lanzelot (création : Deutsche Staatsoper, Berlin-Est, 1969).
En mars 2012, Bettina Egger adapte la pièce de théâtre en bande dessinée aux éditions Le Moule-à-Gaufres.